# Eugène Bigot
Eugène Bigot (Rennes, 28 de febrero de 1888-París, 17 de julio de 1965) fue compositor y director de orquesta francés.

## Biografía
Fue profesor en el conservatorio de París, donde tuvo alumnos notables como Émilien Allard, Louis de Froment, Henri-Claude Fantapié, António Fortunato de Figueiredo, Karel Husa, Paul Kuentz, Jean-Bernard Pommier, Pierre Rolland y Mikis Theodorakis. Desde 1935 hasta 1950 fue director de la sociedad de conciertos fundada por Charles Lamoureux.